# 1990년 루손 지진

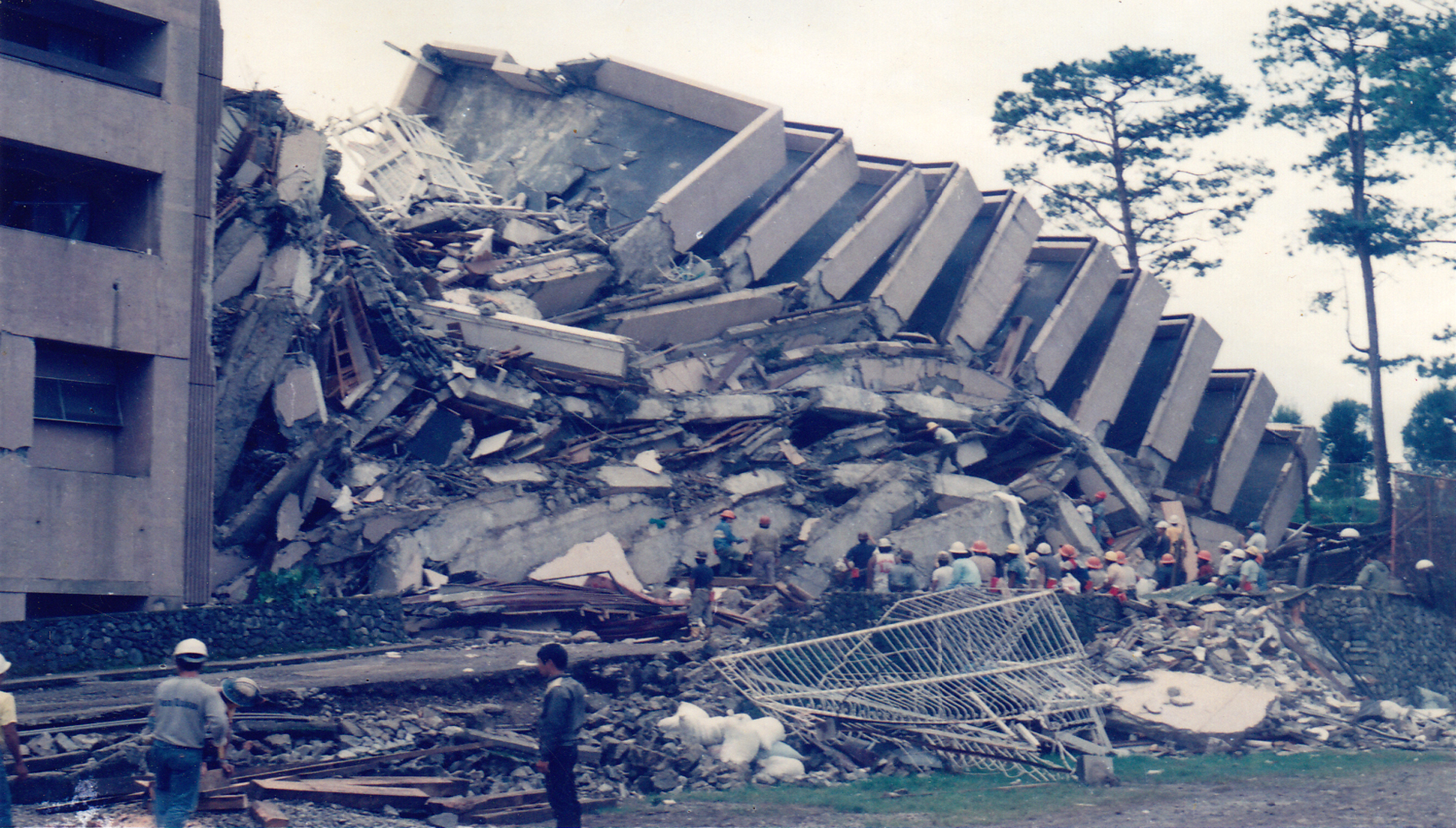
지진에 의한 피해

1990년 루손 지진 (1990 Luzon earthquake) 은 1990년 7월 16일에  필리핀의 루손섬에서 일어난 지진이다.  지진 규모는 M7.8. 이 지진으로 1621명의 사망자가 발생했다. 

## 같이 보기
- 2022년 루손 지진